# Dave Mustaine
David Scott "Dave" Mustaine (La Mesa, Califòrnia, Estats Units, 13 de setembre de 1961) és el guitarrista, cantant i fundador del grup de speed i thrash metal Megadeth.
Mustaine va ser el primer guitarrista de Metallica però va ser expulsat a l'abril del 1983 pels problemes que tenia amb l'alcohol. Enfadat per la seva expulsió, va crear el seu propi grup, Megadeth. Mustaine és considerat com un dels pioners en el desenvolupament del thrash metal i l'speed metal.
Se'l considera un dels millors guitarristes de la història de la música, especialment del heavy metal.

## Biografia
Mustaine va néixer el 13 de setembre de 1961 a La Mesa, Califòrnia, fill de John i Emily Mustaine. Després del divorci dels seus pares, va passar la major part de la seva joventut amb la seva mare i germanes en constant moviment per a així evitar el contacte amb el seu pare. A l'edat de 15, Mustaine va llogar el seu propi apartament i va sobreviure financerament mitjançant la venda de narcòtics Un dels seus clients sovint estava mancat d'efectiu, però treballava en una botiga de discos, de manera que li oferia d'intercanvi els àlbums d'artistes com Iron Maiden i Judas Priest, el que va contribuir al fet que formés un gust pel heavy metal.
Es va casar amb Pamela Anne Casselberry l'any 1991, amb la qual tenen dos fills: Justis David Mustaine (1992) i Electra Nicole Mustaine (1998). Des de 2014 resideixen a Nashville (Tennessee).
El 17 de juny de 2019 va anunciar que se li havia diagnosticat càncer de gola.

## Carrera musical
A finals de la dècada de 1970, Mustaine va començar a tocar la guitarra elèctrica, en particular una BC Rich i es va unir a una banda coneguda com a Panic per un temps.

### Metallica
El 1981, Mustaine va deixar Panic per a unir-se a Metallica com principal guitarrista. Lars Ulrich bateria de Metallica havia publicat un anunci en un diari local, The Recycler, a la recerca d'un guitarrista. En les seves pròpies paraules, Mustaine recorda la seva primera trobada amb James Hetfield i Lars Ulrich: «Jo estava convençut que havia d'estar al grup i vaig anar a l'assaig. Vaig estar afinant la guitarra quan tots els nois del grup es trobaven en una altra habitació. No estaven parlant de mi, de manera que vaig entrar en l'habitació i vaig dir, Què carall, estic dintre sí o no?, Tens el treball. No podia creure el fàcil que havia estat i vaig proposar de comprar unes cerveses per celebrar-ho».

Mustaine duraria menys de dos anys com a membre de Metallica. Brian Slagel, mànager durant els principis de la banda, recorda en una entrevista:
| « | «Dave és un home increïblement talentós, però també tenia un increïble gran problema amb l'alcohol i les drogues. S'emborratxava i es convertia en un veritable boig, un furiós maniàtic, i després d'un temps, els altres nois no podien manejar la situació. És a dir, tots bevien, per suposat, però Dave bevia més ... molt més. Vaig poder veure que estaven començant a estar farts de veure en Dave sempre borratxo.» | » |

Un dels moments més reflexius de Mustaine a Metallica va succeir quan va portar al seu gos als assajos. El gos va saltar en el cotxe del llavors baixista, Ron McGovney i ratllà el cotxe de McGovney. Presumptament, James Hetfield va procedir a cridar al gos de Mustaine i en la seva ira li va fer una cossa. Mustaine va respondre atacant físicament a Hetfield i McGovney. Mustaine va ser acomiadat després de l'altercat. L'endemà, Mustaine va demanar que se li permetés tornar a la banda, el que li va ser concedit. Un altre incident va ocórrer quan Mustaine, que havia estat bevent, va vessar una llauna de cervesa sobre el masteler i els micròfons o pastilles del baix de Ron McGovney. Quan McGovney va intentar tocar el baix, va rebre una descàrrega elèctrica que afirma «el va llançar d'un costat a un altre de l'habitació i el va commocionar». McGovney llavors va demanar a Mustaine sortir de la seva casa, i renunciar a la banda.
L'abril de 1983, després que Metallica havia viatjat a Nova York per gravar el seu àlbum debut, Mustaine va ser acomiadat oficialment del grup a causa del seu alcoholisme, l'ús indegut de drogues i enfrontaments personals amb membres fundadors Hetfield i Ulrich - un incident en què Mustaine es refereix com «no advertiment, no hi ha segona oportunitat». La banda va portar l'equip de Mustaine, el va dur a la terminal d'autobusos de l'autoritat portuària de Rochester, Nova York, i el va posar en un autobús Greyhound amb destinació a Los Angeles.
Durant el seu curt temps a Metallica, Dave Mustaine va ser de gira amb la banda, va escriure quatre cançons que van aparèixer a Kill 'Em All, i va escriure dues cançons que eventualment apareixen en Ride the Lightning. Mustaine al·lega haver escrit «Leper Messiah» de l'àlbum Master of Puppets. També afirma que va ser la seva idea escriure i gravar una cançó amb l'oració per a nens Now I Lay Em Down to Sleep que apareix en les cançons «Go to Hell» i «Enter Sandman». També va gravar diverses cançons amb la banda incloent el demo, No Life 'til Leather. Algunes de les cançons que va escriure amb Hetfield i Ulrich van passar a ser regravades per Megadeth. La més coneguda d'elles és «The Four Horsemen» de Kill 'Em All, que Mustaine va escriure i va publicar més tard en el seu àlbum debut amb la lletra original com «Mechanix.»
Va ser reemplaçat pel guitarrista Kirk Hammett, que estudiava amb Joe Satriani i tocava a Exodus.

### Fallen Angels
Va tornar a Califòrnia per viure amb la seva mare i va treballar amb el seu amic Robbie McKinney com a venedor telefònic. Quan va guanyar prou diners es va traslladar a un apartament de Hollywood, i va reunir els seus amics McKinney i Matt Kisselstein per fundar la banda Fallen Angels (1983). Malgrat la curta trajectòria del grup perquè no havia suficient química i energia entre els membres, la seva formació fou important perquè durant aquesta època va conèixer i integrar a la banda Dave Ellefson, Greg Handevidt i Dijon Carruthers.

### Megadeth
El 1983, quan va ser expulsat de Metallica i enviat de retorn a casa per Lars Ulrich i James Hetfield va arribar a la conclusió que un dels seus objectius en la vida hauria de ser la creació d'una banda més reeixida que Metallica. En el viatge va llegir en un pamflet polític el terme "megadeath" (megamort, unitat de mesura equivalent a un milió de morts humanes emprada en càlculs de l'exèrcit estatunidenc) i d'aquí va venir el nom d'aquesta banda de thrash metall. Amb els músics recentment coneguts: el baixista David Ellefson, el guitarrista Greg Handevidt i el bateria Dijon Carruthers va formar Megadeth. Després d'una sèrie d'audicions infructuoses en la cerca d'un vocalista, Mustaine va decidir assumir les funcions ell mateix, a més de tocar la guitarra. El 1984, Megadeth va gravar una demo de tres cançons amb el bateria Lee Raush. Kerry King es va unir a la banda durant uns shows. No obstant això, va optar per abandonar Megadeth després de menys d'una setmana per a treballar en la seva banda Slayer. Gar Samuelson, un bateria altament influenciat pel jazz substitueix a Raush. Al novembre, la banda va signar un contracte amb Combat Records, un mes abans el guitarrista Chris Poland es va unir a la banda i van tenir el seu primer recital a Nova York.

Jackson KVX10.

El maig de 1985, Megadeth, llança el seu primer àlbum Killing Is My Business ... And Business Is Good! amb Combat Records. Aquell estiu, la banda va estar de gira pels Estats Units i el Canadà amb Exciter, gira en la qual Poland és substituït per Mike Albert. Poland es va reintegrar a la banda en l'estudi a l'octubre del mateix any, i així començar l'enregistrament del seu segon àlbum per a Combat. El vespre d'Any Nou d'aquest any, Megadeth es va presentar a San Francisco amb Exodus, Metall Church, i Metallica.
El 1985, després de gravar Killing Is My Business..., Mustaine es va apropar a Jackson Guitars perquè li fessin una guitarra mida. Jackson va modificar el seu model Flying V per a Mustaine. Posteriorment, l'empresa va començar a produir en massa la sèrie Dave Mustaine Jackson King V, que es va manufacturar fins a inicis de la dècada de 2000.
A l'any següent, les discogràfica Capitol Records va signar amb Megadeth i va obtenir els drets del seu segon àlbum, Peace Sells... But Who's Buying?, de Combat Records. Megadeth va obrir una gira pels Estats Units amb King Diamond i Motörhead. El seu segon àlbum, llançat al novembre, es considera com un monument al metal.
Al febrer de 1987, Megadeth va obrir per Alice Cooper a la seva gira Constrictor. La banda també va fer un tour amb Mercyful Fate. Al març, la primera gira mundial de Megadeth va començar al Regne Unit. Mustaine i Ellefson van ser convidats per la banda Malice a l'enregistrament del seu àlbum, License To Kill. Megadeth va regravar These Boots per a la banda sonora d'una pel·lícula, i aquest estiu es va anar de gira amb Overkill i Necros. Enmig de problemes amb les drogues i les sospites de robatori d'equip de la banda per a comprar droga, Mustaine va acomiadar a Samuelson i Poland després del seu últim show a Hawaii.
Chuck Behler, que havia estat el tècnic de Samuelson, es va convertir en el bateria juntament amb un guitarrista anomenat Jeff Young, qui substitueix a Poland. Megadeth va llançar el seu tercer àlbum, So Far, So Good... So What! el gener de 1988. L'àlbum conté la cançó «In My Darkest Hour», que va ser composta després de la mort del baixista de Metallica, Cliff Burton. «Hook In Mouth» atacava a la PMRC, encara que la seva versió de «Anarchy in the UK» dels Sex Pistols - malgrat l'aparició de l'ex-Pistol, Steve Jones - no va ser ben rebuda per la crítica d'Allmusic.
Cap a finals d'aquest any, Megadeth, va obrir per a Dio i després per a Iron Maiden abans de presentar-se en el festival Monsters of Rock en el castell Donington en el Regne Unit amb Kiss, Iron Maiden, Helloween, Guns N' Roses, i David Lee Roth. Poc després, Mustaine acomiada a Behler i Young, acusant Young de tenir pensaments d'una relació amb Diana, la xicota de Mustaine en aquest moment. Al voltant d'aquest període, Mustaine va trobar el temps per a produir l'àlbum debut de la banda de Seattle, Sanctuary, anomenat Refuge Denied.
Nick Menza qui era el tècnic de Chuck Behler, es va sumar a Megadeth el 1989, i la banda va gravar la seva única pista com a trio: la cançó d'Alice Cooper, No more Mr. Nice Guy per a Wes Craven i la seva pel·lícula de terror, Shocker. La directora de videos Penelope Spheeris recorda en l'episodi de Megadeth Behind the Music, que Mustaine es va presentar a la filmació tan drogat per heroïna i altres drogues que no podia cantar i tocar la guitarra al mateix temps. Per tant, la veu i guitarra van haver de ser gravades per separat. Mustaine va ser detingut per conduir intoxicat, al març amb set o més drogues a la sang i es va veure obligat per les autoritats a entrar en un programa de rehabilitació (la primera de les seves 15 visites al centre de rehabilitació).

#### Dècada del 1990
Al febrer de 1990, el guitarrista Marty Friedman (Cacophony) va fer audicions per a omplir la vacant de guitarra solista. Al setembre d'aquest any, la banda es va unir a la gira Clash of the Titans juntament amb Slayer, Suicidal Tendences, i Testament. La gira es va iniciar un mes abans de la publicació del seu àlbum Rust in Peace, que conté clàssics contemporanis com «Holy wars...The Punishment is Due», «Hangar 18», «Tornado of Souls», «Take No Prisoners» que va continuar el seu èxit comercial. Immediatament van tornar a la carretera, aquesta vegada donant suport a Judas Priest.
Megadeth començava l'any 1991 actuant per a 145.000 persones a un festival brasiler abans d'iniciar la seva pròpia gira mundial amb Alice in Chains com a convidat especial. Mustaine es va casar a l'abril, el mateix mes que va sortir el video «Rusted Pieces». Aquell estiu la gira Clash of the Titans va recórrer els Estats Units presentant Megadeth, Slayer i Anthrax amb Alice in Chains com a teloners. A finals d'any la cançó de Megadeth «Go To Hell» va ser inclosa dins la banda sonora de la pel·lícula Bill & Ted's Bogus Journey. Mustaine va col·laborar l'any 1991 amb Sean Harris de Diamond Head en la peça «Crown of Worms», (Mustaine més tard apareixeria com convidat de Diamond Head en el seu àlbum Death and Progress). El 1992 Pamela, l'esposa de Mustaine va donar a llum al seu fill Justis. La formació va col·laborar en una altra banda sonora, aquest cop per Super Mario Bros amb la cançó «Breakpoint».
Al juliol veuria la publicació del seu àlbum amb major èxit comercial: Countdown to Extinction. L'àlbum va debutar a la posició número 2 del Billboard 200 i conté les cançons més reeixides de la banda: «Symphony of Destruction», «Sweating Bullets», i l'oda al salt en paracaigudes «High Speed Dirt». La versió original del video de «Symphony of Destruction» va ser editada perquè mostrava l'assassinat d'un líder polític. «Skin of my Teeth» es va emetre a la MTV amb un missatge de Mustaine insistint que la cançó no contenia cap invitació al suïcidi. Ellefson va col·laborar en les lletres de la balada de família pagesa «Foreclosure Of A Dream» i Menza va escriure les lletres de la cançó que dona títol al disc. Amb aquest disc comença un nou Megadeth més col·laboratiu.
Pantera i Suicidal Tendencies van obrir per Megadeth a la gira de Countdown to extinction. MTV News va convidar a Mustaine per a cobrir la Convenció Nacional Demòcrata aquell estiu. Al novembre el vídeo «Exposure Of A Dream» va sortir a la venda. El 1993 Mustaine va ser convidat a participar en un nou àlbum per a una de les bandes que van influir en el seu so, Diamond Head. Mustaine va començar una gira americana amb Stone Temple Pilots com a teloners. Aquesta gira, amb aparició a Budokan inclosa, va ser cancel·lada degut a la lluita continuada de Mustaine contra l'addicció. Al juny, Megadeth va tocar a l'estadi Milton Keynes amb Diamond Head i Metallica i després va obrir per Metallica a un bon grapat de concerts en estadis europeus. Megadeth va ser acomiadat de la gira americana d'Aerosmith després de set concerts. «Angry Again» va ser presentada a la banda sonora de la pel·lícula d'Arnold Schwarzenegger Last Action Hero, mentre que «99 Ways To Die» pertany a la compilació The Beavis and Butt-Head Experience.
Megadeth va estar gran part de 1994 gravant Youthanasia, un àlbum bastant més comercial inspirat en part per l'èxit de Countdown To Extinction, el grup va versionar «Paranoid» per Nativity in Black:Un Tribut A Black Sabbath i va presentar a la MTV el programa especial de Halloween «Night Of The Living Megadeth» coincidint amb la sortida del nou àlbum. Van començar una gira el mes següent a Sud-amèrica. Youthanasia es va convertir en l'àlbum més ràpid en aconseguir el disc d'or (500.000 unitats) al Canadà i va tenir bones vendes mundials. Es tracta d'un disc que mostra una cara més melòdica de la banda amb cançons com «A Tout Le Monde». El disc també inclou «Train of Consequences» que constitueix un dels videos més memorables del grup.
Una altra aparició en banda sonora, «Diadems» a la pel·lícula Tales from the Crypt Presents: Demon Knight l'any 1995. Megadeth va ocupar els dos primers mesos d'aquest any al Youthanasia Tour amb Corrosion of Conformity de convidats. Al març, la recopilació Hidden Treasures va arribar a les tendes europees. El video «Evolver:The Making of Youthanasia» el va seguir al maig, i Hidden Treasures va sortir al juliol als Estats Units i Japó, just al mateix temps va començar la gira Reckoning Day amb els teloners Flotsam and Jetsam, Korn i Fear Factory. Al setembre la banda va actuar al festival Monsters of Rock de Sud-amèrica.
L'any 1996 va començar amb la nominació als Grammy per «Paranoid». Mustaine va fer un disc sota el nom MD.45 amb el cantant de Fear Lee Ving i el bateria de Suicidal Tendencies Jimmy De Grasso. Al setembre, Megadeth va tornar als estudis, aquest cop a la ciutat de la música country Nashville. El resultat va ser Cryptic Wrytings i va sortir l'any següent. Aquest treball presenta cançons d'estil thrash com més comercial per ser radiades com per exemple «Trust», que va arribar al número u de la llista estatunidenca. Chaos Comics van editar els còmics The Cryptic Writings of Megadeth i un remix d'«Almost Honest» es va incloure a la banda sonora de Mortal Kombat Annihilation. Van tancar l'any amb el seu primer acústic, que van realitzar a Buenos Aires (Argentina).
Coincidint amb la nominació de «Trust» pels Grammy va néixer la seva filla Electra a l'inici de 1998. Nick Menza fou despatxat mentre es trobava de baixa per una ferida al genoll i el va substituir Jimmy DeGrasso. A l'estiu de 1999 van publicar Risk i entre d'altres concerts i festivals van tancar Woodstock '99.

#### Dècada del 2000
La banda va entrar a l'estudi per treballar en un nou àlbum però durant aquest procés van trencar oficialment amb la discogràfica Capital Records. Mentre van estar de gira tot l'estiu amb les bandes Anthrax i Mötley Crüe, la seva antiga discogràfica va publicar una compilació de grans èxits titulada Capitol Punishment: The Megadeth Years. Megadeth va esperar signar amb Sanctuary Records per finalitzar l'enregistrament del nou àlbum. Aquest va veure la llum al maig de 2001 amb el nom de The World Needs A Hero. Novament van passar l'estiu de gira i festivals per enregistrar dos concerts que van publicar-se 2 CDs i DVDs amb el títol Rude Awakening.
A l'inici de 2002 fou ingressat a l'hospital a causa d'una litiasi renal però durant el tractament va recaure i va assistir a sessions de rehabilitació. En aquesta època va patir una lesió al braç esquerre diagnosticada com una neuropatia radial, que li impedia el moviment amb el braç. Va anunciar que deixava la banda durant un temps per la impossibilitat de tocar la guitarra. Estigué un any aïllat per realitzar una dura teràpia física i recuperar la mobilitat al braç, i llavors reeducar el braç per tornar a tocar la guitarra. En aquesta època va convertir-se al cristianisme
L'àlbum The System Has Failed (2004) va arribar a les llistes d'una manera polèmica, embolicat en un halo de crítica política, com ja fessin molts dels seus discos anteriors. Per a l'enregistrament ha comptat amb músics d'estudi, així com amb el seu ex-company, Chris Poland, que també va col·laborar amb la reedició dels anteriors discos. Mustaine va deixar la coneguda marca ESP, per a unir-se a la llegendària Dean, i ha desenvolupat un nou model, el cridat VMNT.
En el 2005, va organitzar un Festival Itinerant per Nord-amèrica amb el nom de Gigantour, en el qual van participar bandes de gran importància i trajectòria en l'escena del Metal com: Dream Theater, Anthrax, Nevermore, Symphony X, Bobaflex, Dry Kill Logic i evidentment Megadeth. En aquest any Megadeth gravà un reeixit DVD a Argentina titulat «That One Night», on van fer un recorregut dels seus temes més clàssics. Dave Mustaine va aparèixer en diversos programes de televisió en Japó i als Estats Units, com en un episodi de Duck Dodgers o en els programes de The Drew Carrey Show i Jeopardy. Durant la gira, Mustaine va portar una persona com a conseller espiritual que l'ajudava a evitar recaure en la mala vida com les addiccions a les drogues.

#### Dècada del 2010
David Ellefson va tornar al grup el 2010 després de vuit anys d'absència i van tornar a treballar junts per compondre amb Mustaine. Megadeth va iniciar una gira Rust In Peace per celebrar el vintè aniversari de la banda. El 16 de juny de 2010, les quatre bandes de thrash metal més importants del món, conegudes com "The Big Four" (Megadeth, Metallica, Anthrax i Slayer) van tocar juntes per primer cop a Varsòvia (Polònia), i llavors es va reproduir en diverses ciutats més del món.
A l'agost, Mustaine va publicar la seva autobiografia als Estats Units titulada Mustaine: A Heavy Metal Memoir. A la resta del món va ser publicada amb el títol Mustaine: A Life in Metal. Al desembre de 2011 fou convidat al concert per celebrar el 30è aniversari de Metallica per interpretar cinc cançons de l'àlbum de debut de la banda.
Mustaine va compondre la cançó «Sudden Death» pel videojoc d'estil musical Guitar Hero: Warriors of Rock (2010) sota el nom de la seva banda. També s'hi van incloure dos títols addicionals de Megateth: «Holy Wars... The Punishment Due» i «This Day We Fight!». Posteriorment també es va incloure un pack descarregable: «Symphony of Destruction», «Hangar 18» i «Peace Sells».

## Equipament

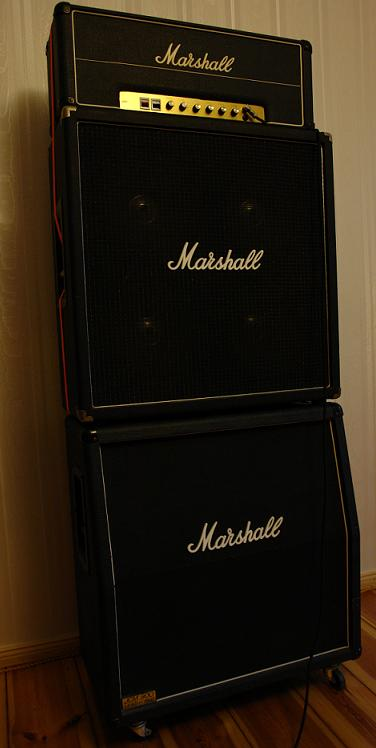
Amplificador Marshall

### Guitarres
- Dean Dave Mustaine Signature VMNT with Seymour Duncan 'LiveWire Dave Mustaine Active Humbucker' pickups serie Dean Guitars.

### Amplificadors
- Rocktron Prophesy Guitar System
- Marshall EL34 100/100 Dual Monobloc Power Amp
- Marshall 4x12's with Celestion Vintage 30 speakers
- Electro Voice RE 20 and N/D 478 with Demeter Isolation Boxes

### Accessoris
- Tortex medium Picks
- Rocktron All Access Controller
- Furman PL Plus Power Conditioner
- Monster Cable
- Shure PSM 700 In-Ear Monitor

## Discografia
Metallica
- No Life 'til Leather (1982)
- Kill 'Em All (1983) (4 cançons coescrites, no interpretació en directe)
- Ride the Lightning (1984) (2 cançons coescrites, no interpretació en directe)

Megadeth
- Killing Is My Business... and Business Is Good! (1985)
- Peace Sells... but Who's Buying? (1986)
- So Far, So Good... So What! (1988)
- Rust in Peace (1990)
- Countdown to Extinction (1992)
- Youthanasia (1994)
- Cryptic Writings (1997)
- Risk (1999)
- The World Needs a Hero (2001)
- The System Has Failed (2004)
- United Abominations (2007)
- Endgame (2009)
- Thirteen (2011)
- Super Collider (2013)
- Dystopia (2016)

MD.45
- The Craving (1996) (només guitarra a la versió original, guitarra i veu al rellançament 2004)

Red Lamb
- Red Lamb (2012) (composició, producció i veus addicionals no acreditades)